# Tixover
Tixover est un village et paroisse civile du sud-est du Rutland, en Angleterre.
L'église paroissiale St Luke se situe près de la Welland (en), en dehors du village. 